# 팔레스타인 총리

팔레스타인의 국장

팔레스타인 총리(아랍어: رئيس وزراء دولة فلسطين)는 팔레스타인의 정부 수반이다. 현재 총리는 무함마드 무스타파이며, 2024년 3월 31일에 취임하였다.

## 역대 총리 명단
| 대  | 초상 | 이름 (출생연도-사망연도)     | 취임일           | 퇴임일           | 정당                       | 기타 |
| --- | ---- | ---------------------------- | ---------------- | ---------------- | -------------------------- | ---- |
| 1   |      | 마흐무드 압바스 (1935- )     | 2003년 3월 19일  | 2003년 9월 6일   | 파타 (팔레스타인 해방기구) |      |
| 2   |      | 아흐메드 쿠레이 (1937-2023)  | 2003년 10월 7일  | 2005년 12월 15일 | 파타 (팔레스타인 해방기구) |      |
| -   |      | 나빌 샤스 (1938- ) 직무 대행 | 2005년 12월 15일 | 2005년 12월 24일 | 파타 (팔레스타인 해방기구) |      |
| (2) |      | 아흐메드 쿠레이 (1937-2023)  | 2005년 12월 24일 | 2006년 3월 29일  | 파타 (팔레스타인 해방기구) |      |
| 3   |      | 이스마일 하니예 (1963-2024)  | 2006년 3월 29일  | 2007년 6월 14일  | 하마스                     |      |
| 4   |      | 살람 파야드 (1951- )         | 2007년 6월 15일  | 2013년 6월 6일   | 제3의 길                   |      |
| 5   |      | 라미 함달라 (1958- )         | 2013년 6월 6일   | 2019년 4월 14일  | 무소속                     |      |
| 6   |      | 무함마드 슈타예 (1959- )     | 2019년 4월 14일  | 2024년 3월 31일  | 파타                       |      |
| 7   |      | 무함마드 무스타파 (1954- )   | 2024년 3월 31일  | 현재             | 무소속                     |      |

## 같이 보기
- 팔레스타인
- 팔레스타인의 대통령